# Armando Tobar
Armando Tobar (Viña del Mar, 7 giugno 1938 – Viña del Mar, 18 novembre 2016) è stato un calciatore cileno, di ruolo attaccante.

## Carriera
Ha partecipato al campionato mondiale di calcio nel 1962 e 1966.